# Datatjej
DataTjej är en ideell förening som bildades 1998. Kvinnliga studenter i Umeå och Uppsala anordnade den första DataTjej-konferensen i Umeå för att skapa ett tillfälle att lära känna flera kvinnor som studerade IT-inriktade ämnen. Vid det tillfället hade konferensen 20 deltagare. Numera är konferensen DataTjejs största evenemang under året med 120 deltagare.
Augusti 2021 har föreningen över 3300 medlemmar. Målet med föreningen är att skapa ett nätverk mellan kvinnor och icke-binära i alla åldrar som studerar, arbetar eller är intresserade av IT/data. DataTjej arbetar för att uppmuntra och underlätta kontakten mellan kvinnor, icke-binära och näringsliv, såväl som att öka gemenskapen medlemmarna emellan. För att skapa en stark gemenskap mellan medlemmarna arrangerar föreningen evenemang runt om i landet. Exempel på event kan vara biokvällar, pubrundor, föreläsningar eller företagsevenemang med kundlösningar eller "speeddejting".

## Utmärkelser
2019 utsågs DataTjej till vinnare av "LeoRegulus Tech Award", ett stipendium om 100 000 kronor vilket utdelas årligen av LeoVegas.
Stiftelsen Sveriges nationaldag utsåg 2019 DataTjej till en av tio organisationer som tilldelades en fana av H.M Konungen på nationaldagen.  
DataTjej blev utsedda till "Bästa organisation 2018" av Womengineer Awards. 
DataTjej vann Womentorpriset 2015 med motivation från juryn att DataTjej gör en stor insats för att attrahera fler kvinnor till IT-branschen och att där ta ledande positioner.

## Årliga konferensen
Sedan 1998 har Datatjej arrangerat en av Sveriges största IT-konferenser för kvinnor och icke-binära som studerar IT/data på högskole- och universitetsnivå. Konferensen hålls varje år på Sveriges största universitet och är det ultimata eventet för att lära känna, nätverka och få inspiration från de som redan är aktiva i branschen. Målet med konferensen är att hitta förebilder, få kvinnor och icke-binära att fortsätta studera IT/data samt skapa möjligheter att hitta framtida arbetsplatser.
| År   | Stad                       | Universitet                        | Antalet Deltagare | Tema                          |
| ---- | -------------------------- | ---------------------------------- | ----------------- | ----------------------------- |
| 1998 | Umeå                       | Umeå Universitet                   | 20st              |                               |
| 1999 | Uppsala                    | Uppsala Universitet                |                   |                               |
| 2000 | Stockholm                  | KTH                                |                   |                               |
| 2001 | Linköping                  | Linköpings Tekniska Högskola       |                   |                               |
| 2002 | Luleå                      | Luleå Tekniska Universitet         |                   | Första Jobbet                 |
| 2003 | Göteborg                   | Chalmers                           |                   | Personlig utveckling          |
| 2004 | Lund                       | Lund Tekniska Högskola             | 112               | Tillbaka till framtiden       |
| 2005 | Umeå                       | Umeå Universitet                   |                   | Mentorskap                    |
| 2006 | Uppsala                    | Uppsala Universitet                |                   |                               |
| 2007 | Stockholm                  | KTH                                | ca 100            | Internationalisering          |
| 2008 | Linköping                  | Linköpings Tekniska Högskola       | 85                |                               |
| 2009 | Göteborg                   | Chalmers                           | 110               |                               |
| 2010 | Lund                       | Lund Tekniska Högskola             | ca 100            | Effektiviserad Omorganisation |
| 2011 | Uppsala                    | Uppsala Universitet                | ca 100            | Nytänkande                    |
| 2012 | Stockholm                  | KTH                                | ca 100            |                               |
| 2013 | Umeå                       | Umeå Universitet                   | 123               |                               |
| 2014 | Linköping                  | Linköpings Tekniska Högskola       |                   |                               |
| 2015 | Göteborg                   | Chalmers                           | ca 100            |                               |
| 2016 | Lund                       | LTH                                | ca 100            |                               |
| 2017 | Uppsala                    | Uppsala Universitet                | ca 100            |                               |
| 2018 | Stockholm                  | KTH                                | ca 120            | 20-årsjubileum                |
| 2019 | Umeå                       | Umeå Universitet                   | 104               |                               |
| 2020 | Uppsala                    | Uppsala Universitet                | ca 120            |                               |
| 2021 | Online mässa och Konferens | Arrangerat av en grupp i Stockholm |                   |                               |
| 2022 | Stockholm + Live Stream    | Arrangerat av en grupp i Stockholm |                   |                               |

## Mentorskapsprogrammet Match & Go[16]
Sedan hösten 2018 har DataTjej i samarbete med nätverket #addher anordnat Match and Go, ett mentorskapsprogram för IT kvinnor & icke-binära.
Match and Go vänder sig till de båda nätverkens medlemmar och är aktivt på samtliga 17 orter där #addher har lokala nätverk. Ansatsen är enkel. Match and Go kan tack vare #addhers ca 5000 medlemmar och DataTjejs ca 3300 medlemmar nå ut brett till kvinnor & icke-binära på väg in i eller redan verksamma i IT-branschen. Match and Go matchar mentorer och adepter och förser deltagarna med en handbok med tips, råd och konkreta aktiviteter för mentorskapet. En mentor kan göra allt från att delge sina erfarenheter inom IT-branschen, vara ett bollplank inför svåra karriärval eller dela kunskap kring spännande teknik. En adept kan inspireras, ställa massor med frågor och ge nya perspektiv på intressanta ämnen till sin mentor.